# Колерия
Коле́рия (лат. Kohléria) — род травянистых растений семейства Геснериевые (Gesneriaceae) с мягкими супротивными опушёнными листьями; декоративные комнатные растения. Родиной их являются тропические районы Америки. Род распространён от Мексики до Перу и на восток до Суринама, встречается на высоте до 2500 м над уровнем моря, хотя чаще всего произрастает на высотах от 800 до 2000 метров. Центром видового разнообразия является Колумбия. Растения предпочитают большей частью нарушенные местообитания и встречаются по берегам рек и вдоль дорог, но есть виды, обитающие в тенистом подлеске тропического леса.
В Колумбии виды колерий с чешуйчатыми корневищами носят название «caracola», в Венесуэле Kohleria hirsuta известна как «tusilla».

## Ботаническое описание
Жизненные формы: травы, полукустарники, кустарники, реже лазающие кустарники. По данным ревизии Lars Peter Kvist и Laurence E. Skog (1992), никогда не бывают эпифитами или лианами, но в 2005 году по итогам исследований Roalson и др., к роду колерий были причислены 2 вида эпифитов рода Capanea. Часто обладают чешуйчатыми корневищами (ризомами) и подземными столонами, клубней не бывает никогда. Травянистые побеги одно- или двулетние.
Листья крупные, черешковые, супротивные яйцевидно-продолговатой формы, редко мутовчатые (по 3-4); возможно чередование мутовчатых и парных листьев. Редко встречаются неравные листья в паре. Окраска листьев тёмно-зелёная с красноватым опушением по краю листа, светло-зелёная или серебристо-зелёная с пурпурными полосами вдоль жилок.
Характерно опушение листьев и побегов, у некоторых видов длина волосков может достигать 10 мм. Волоски бывают железистые и нежелезистые, могут быть редкими и грубыми, или, напротив, образовывать бархатистый покров, приятный на ощупь.
Цветки одиночные или по два-три (до 10) на пазушном цветоносе. Прицветники часто редуцированы или отсутствуют. Венчик от узко- до широтрубчатого, реже колокольчатый, длиной до 5 см, с пятью широкими лепестками. Шпорец отсутствует. Окраска цветков от нежно-розовой, ярко-оранжевой до пурпурно-коричневой, снаружи чаще красная или розовая. Обычно окраска цветков пёстрая, с вкраплениями другого цвета, образующими узор из пятен или полос. Цветки протандрические, как у всех геснериевых, четыре пыльника соединены вершинами. Характерно наличие пяти раздельных нектарников в противоположность трибе Gloxinieae, у которых нектарники сливаются в кольцо.
У видов, предпочитающих открытые местообитания, плод представляет собой коробочку, вскрывающуюся апикально двумя створками, семена эллипсоидные, распространяются ветром. Для таких видов характерно наличие ризомы (чешуйчатого корневища), позволяющего переживать сухое время года. У видов, обитающих в тенистом подлеске, плод представляет собой коробочку, вскрывающуюся сбоку от кончика к основанию, а семена более округлые, заключены в липкую массу и, очевидно, распространяются животными. У таких видов ризома отсутствует. Есть виды с плодами промежуточного типа.
n = 13, тетра- и полиплоидия в эволюции рода имеет малое значение или вовсе отсутствует.
Близким родом является пирсия (Pearcea).
Получены межродовые гибриды с растениями родов Koellikeria, Parakohleria, Diastema, Gloxinia и Moussonia. В природе межродовые гибриды неизвестны.

## Выращивание
Культивируют в основном гибриды, отличающиеся от ботанического вида обильным цветением. Растения переживали пик популярности в Англии и Европе в XIX веке, когда было создано значительное количество гибридов, утраченных в начале XX века. В настоящее время селекционеры вновь начали работу с этими растениями. Известно до 5 тысяч сортов этого растения.
При культивировании в открытом грунте в тёплых широтах надземная часть растения отмирает к зиме, и растение находится в состоянии покоя в виде корневищ. При культивировании в комнатах растения в состоянии покоя выдерживают пересылку корневищ.
В период с января по апрель растения рода Колерия нуждаются в максимальном освещении (рекомендуется искусственное дополнительное досвечивание). В летний период растения следует защищать от прямых солнечных лучей.
Температура: зимой нужна температура не ниже 11-12 °C. Оптимальная для роста и развития температура составляет 18-20 °C.
Полив: поливают обильно, чтобы поддерживать повышенную влажность грунта, но без застоя воды и попадания её на листья. Избегают избытка воды и полива сверху. Недостаточный полив приводит к пожелтению, сморщиванию и пятнистости листьев.
Пересадка: пересаживают в конце зимы, используют новый горшок чуть большего размера, чем старый. Почва рыхлая и лёгкая, с примесью перлита, сфагнума.
Размножение: черенкование побегов, деление корневищ.

## Болезни и вредители
Колерию поражают тля и виноградный мучнистый червец, также паутинный клещ. Рекомендуется использовать имеющиеся в продаже специальные инсектициды системного действия, которые вносят в почву, но не обрабатывают листья. Из грибных заболеваний широко распространен оидиум и серая гниль овощных культур. Применяют обработку фунгицидами. Вред растению наносят прямые солнечные лучи (обесцвечивание и пятнистость листьев), хотя и при недостаточном освещении в весенний период наблюдается задержка роста и цветения. При попадании воды на листья на них остаются пятна.

## Использование в медицине
В Колумбии и Венесуэле из чешуйчатых корневищ колерий варят питьё для лечения почек. Там же вид Kohleria spicata используется для лечения венерических болезней, в Гватемале он используется как вяжущее средство. Есть сведения об использовании растений для нормализации функций печени и кишечника; в Колумбии отвар из K. tubiflora используется для лечения дизентерии. Гибрид, возможно, между Kohleria amabilis и K. hirsuta, культивируется в Эквадоре и используется индейцами племён кайяпа и колорадо для лечения змеиных укусов.

## Таксономия
Kohleria Regel, Index Seminum [Zürich] 1847: [4] (1847).
Род назван в честь швейцарского естествоиспытателя, преподавателя естествознания из Цюриха Иоганна Михаэля Колера (нем. Johann Michael Kohler, 1812—1884).

### Синонимы
В синонимику рода входят следующие названия:
- Brachyloma Hanst.
- Calycostemma Hanst.
- Cryptoloma Hanst.
- Giesleria Regel
- Isoloma Decne.
- Sciadocalyx Regel
- Synepilaena Baill.
- Tydaea Decne.

### Виды
К началу XX века в роде выделялось до 100 видов, преимущественно европейскими ботаниками, работавшими с культивируемыми растениями и не посещавшими места обитания растений в природе. Работ по ревизии рода долгое время не производилось.
По информации базы данных The Plant List, род включает 40 видов:
- Kohleria affinis (Fritsch) Roalson & Boggan
- Kohleria allenii Standl. & L.O. Williams
- Kohleria amabilis (Planch. & Linden) Fritsch — Колерия приятная
- Kohleria bella C.V. Morton
- Kohleria diastemoides L.P. Kvist & L.E. Skog
- Kohleria digitaliflora (Linden & André) Fritsch — Колерия наперстянкоцветная
- Kohleria elegans (Decne.) Loes.
- Kohleria fruticosa Brandegee
- Kohleria × gigantea (Planch.) Fritsch
- Kohleria grandiflora L.P. Kvist & L.E. Skog
- Kohleria × hansteinii (Ortgies) H.E. Moore
- Kohleria × hillii (Regel) H.E. Moore
- Kohleria hirsuta (Kunth) Regel typus[7] — Колерия волосистая
- Kohleria hirsutissima C.V. Morton
- Kohleria hondensis (Kunth) Hanst.
- Kohleria hypertrichosa J.L. Clark & L.E. Skog
- Kohleria inaequalis (Benth.) Wiehler
- Kohleria lanata Lem.
- Kohleria × lenneana (Ortgies) H.E. Moore
- Kohleria longicalyx L.P. Kvist & L.E. Skog
- Kohleria × lucianii (André) Fritsch
- Kohleria neglecta L.P. Kvist & L.E. Skog
- Kohleria × ortgiesii (hort. ex Planch.) H.E. Moore
- Kohleria papillosa (Oerst. & Hanst.) Fritsch
- Kohleria patentipilosa (Kuntze) K. Schum.
- Kohleria pedunculata Brandegee
- Kohleria peruviana Fritsch
- Kohleria × pulchra (Heer) H.E. Moore
- Kohleria × rossiana (Ortgies) H.E. Moore
- Kohleria rugata (Scheidw.) L.P. Kvist & L.E. Skog
- Kohleria septentrionalis D.L. Denham
- Kohleria skutchii C.V. Morton & D.N. Gibson
- Kohleria spicata (Kunth) Oerst.
- Kohleria tigridia (Ohlend.) Roalson & Boggan
- Kohleria trianae (Regel) Hanst.
- Kohleria triflora (Hook.) Regel
- Kohleria tubiflora (Cav.) Hanst.- первый вид, включенный в род Kohleria
- Kohleria villosa (Fritsch) Wiehler
- Kohleria viminalis Brandegee
- Kohleria warszewiczii (Regel) Hanst.

По данным ревизии Lars Peter Kvist и Laurence E. Skog, род включает всего 17 видов, из которых 14 распространены в Колумбии и 9 являются эндемиками этой страны. Значительные расхождения в количестве признаваемых видов связаны с высокой природной изменчивостью некоторых видов, наличием значительного числа полувидов и лёгкостью гибридизации между ними. Наряду с этим есть виды, сравнительно малоизменчивые по всему ареалу. По данным ревизии, основным способом видообразования внутри рода является географическая изоляция.